# Agulha de Velai
Aiguilhe és un municipi francès situat al departament de l'Alt Loira i a la regió d'Alvèrnia-Roine-Alps. L'any 2007 tenia 1.601 habitants.

## Demografia

### Població
El 2007 la població de fet d'Aiguilhe era de 1.601 persones. Hi havia 708 famílies de les quals 248 eren unipersonals (88 homes vivint sols i 160 dones vivint soles), 236 parelles sense fills, 172 parelles amb fills i 52 famílies monoparentals amb fills.
La població ha evolucionat segons el següent gràfic:
Habitants censats

### Habitatges
El 2007 hi havia 803 habitatges, 733 eren l'habitatge principal de la família, 14 eren segones residències i 56 estaven desocupats. 574 eren cases i 226 eren apartaments. Dels 733 habitatges principals, 515 estaven ocupats pels seus propietaris, 206 estaven llogats i ocupats pels llogaters i 12 estaven cedits a títol gratuït; 28 tenien una cambra, 62 en tenien dues, 111 en tenien tres, 204 en tenien quatre i 328 en tenien cinc o més. 551 habitatges disposaven pel capbaix d'una plaça de pàrquing. A 375 habitatges hi havia un automòbil i a 272 n'hi havia dos o més.

### Piràmide de població
La piràmide de població per edats i sexe el 2009 era:
| Homes | Edats   | Dones |
| ----- | ------- | ----- |
| 0     | 95 o +  | 8     |
| 0     | 90 a 94 | 16    |
| 4     | 85 a 89 | 8     |
| 16    | 80 a 84 | 36    |
| 20    | 75 a 79 | 28    |
| 24    | 70 a 74 | 28    |
| 36    | 65 a 69 | 48    |
| 48    | 60 a 64 | 60    |
| 28    | 55 a 59 | 36    |
| 56    | 50 a 54 | 68    |
| 40    | 45 a 49 | 76    |
| 84    | 40 a 44 | 72    |
| 52    | 35 a 39 | 60    |
| 48    | 30 a 34 | 36    |
| 40    | 25 a 29 | 40    |
| 28    | 20 a 24 | 32    |
| 48    | 15 a 19 | 80    |
| 68    | 10 a 14 | 56    |
| 56    | 5 a 9   | 44    |
| 40    | 0 a 4   | 16    |

## Economia
El 2007 la població en edat de treballar era de 1.023 persones, 707 eren actives i 316 eren inactives. De les 707 persones actives 643 estaven ocupades (326 homes i 317 dones) i 64 estaven aturades (33 homes i 31 dones). De les 316 persones inactives 139 estaven jubilades, 112 estaven estudiant i 65 estaven classificades com a «altres inactius».

### Ingressos
El 2009 a Aiguilhe hi havia 724 unitats fiscals que integraven 1.605,5 persones, la mediana anual d'ingressos fiscals per persona era de 21.951 €.

### Activitats econòmiques
Dels 64 establiments que hi havia el 2007, 1 era d'una empresa alimentària, 1 d'una empresa de fabricació d'altres productes industrials, 8 d'empreses de construcció, 16 d'empreses de comerç i reparació d'automòbils, 5 d'empreses de transport, 5 d'empreses d'hostatgeria i restauració, 1 d'una empresa d'informació i comunicació, 1 d'una empresa financera, 4 d'empreses immobiliàries, 11 d'empreses de serveis, 9 d'entitats de l'administració pública i 2 d'empreses classificades com a «altres activitats de serveis».
Dels 8 establiments de servei als particulars que hi havia el 2009, 3 eren guixaires pintors, 1 electricista, 1 empresa de construcció, 1 perruqueria, 1 restaurant i 1 agència immobiliària.
Dels 4 establiments comercials que hi havia el 2009, 1 era un supermercat, 1 una botiga de menys de 120 m², 1 una fleca i 1 una botiga de roba.

## Equipaments sanitaris i escolars
El 2009 hi havia 1 hospital de tractaments de mitja durada (seguiment i rehabilitació) i 1 farmàcia.
El 2009 hi havia una escola elemental.

## Poblacions properes
El següent diagrama mostra les poblacions més properes.